# Cwealm
Cwealm är ett svenskt black/death metal-band från Göteborg, bildat 2014 av Astraeus. Debutalbumet Odes to No Hereafter gavs ut 2016.

## Medlemmar
Medlemmar
- Astraeus (Jimmie Rudén) – gitarr, sång, basgitarr, synthesizer

Sessionmedlemmar
- Jocke Wallgren (Amon Amarth) – trummor

## Diskografi
Studioalbum
- 2016 – Odes to No Hereafter